# 德尔加杜角

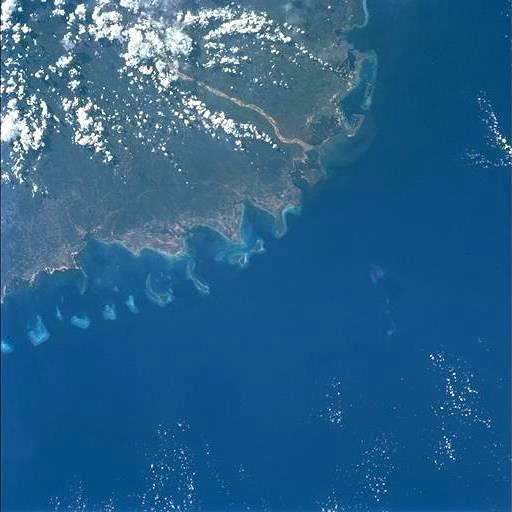
德尔加杜角太空图

10°52′S 40°38′E / 10.86°S 40.64°E
德尔加杜角（葡萄牙語：Cabo Delgado）也作德耳加多角，是莫桑比克与坦桑尼亚交界处的一个海岬，系莫桑比克的最北端。该地系由鲁伍马河河口沉积物沉积形成。莫桑比克北部省份德尔加杜角省即以该地而得名。